# 鴨鍋
鴨鍋（かもなべ）は、鴨肉をねぎなどの野菜、豆腐などと一緒に煮込んで作る鍋料理。

## 概要
本来は猟師などが調達したマガモの肉を用いるが、現代の日本においては飼育されたアヒル、あるいは真鴨とアヒルを交配させた合鴨肉を使用することが一般的である。
宮内庁の鴨の猟場である千葉県市川市の鴨料理専門店では、陶製の浅い鍋に油をひかずに鴨肉を焼き、野菜と共に割下で食べるすき焼き風の鴨鍋が名物である。あっさりとした出汁で食べる鴨鍋の場合は、出汁を張った鍋に野菜と鴨肉を入れて煮る。島根県ではすき焼き風の味付けで、カモのほか具にセリなどを入れ、鍋にアワビの貝殻を用いる貝焼き（かいやき）と呼ぶのがある。締めには一般的な雑炊やうどんの他に蕎麦を入れる例もよくみられる。

## 歴史
古くは、平安時代から飼育されていたという説がある。豊臣秀吉は近江国長浜城主だったころ琵琶湖の鴨を好んで食べていた。大阪に居城を移した後、河内の湿地帯で鴨の飼育を奨励したという記録がある。また、滋賀県長浜には天保年間創業の鴨鍋の老舗が残っている。
宮内庁の鴨の猟場である埼玉鴨場周辺は元々徳川家の猟場で、徳川家康がここで鴨を鋤で食べたのが鴨すきの始まりという説がある。
享和元年(1801年)に江戸で出版された料理本『料理早指南』には、鴨の鋤焼きが書かれている。合鴨産業は明治時代末期に大阪で始まった。

## 栄養
鴨の肉は一見脂が多く感じられるが、牛肉などと違いコレステロールが少なく、不飽和脂肪酸やビタミン（A、B2）などが多く含まれており、健康上の懸念は比較的少ない。「不飽和脂肪酸」は、植物油に多く含まれているもので、常温で固まらず、血中コレステロール値を低下させる作用があるといわれている。
さらに「合鴨」には、牛、豚肉に比べてミネラルやビタミン類が豊富に含まれ、鉄分は豚肉の2倍、レチノール（ビタミンA効力）も牛、豚肉の3～5倍の数値ともいわれる。